# ブレット・アンダーソン (野球)
ブレット・フランクリン・アンダーソン（Brett Franklin Anderson, 1988年2月1日 - ）は、アメリカ合衆国テキサス州ミッドランド出身のプロ野球選手（投手）。左投左打。現在はフリーエージェント(FA)。

## 経歴

### プロ入り前
大学野球の指導者である父フランクの影響もあり野球を始め、スティルウォーター高等学校時代は州代表にも選ばれる。

### プロ入りとダイヤモンドバックス傘下時代
2006年のMLBドラフト2巡目（全体55位）でアリゾナ・ダイヤモンドバックスから指名され、9月1日に契約。
2007年はA級サウスベンド・シルバーホークスで開幕を迎え、プロデビュー。14試合に先発登板して8勝4敗・防御率2.21・85奪三振と好投し、6月にA+級バイセイリア・オークスへ昇格。A+級バイセイリアでは9試合に先発登板して3勝3敗・防御率4.85・40奪三振の成績を残した。

### アスレチックス時代
2007年12月14日にカルロス・ゴンザレス、アーロン・カニンガム、クリス・カーター、デイナ・イブランド、グレッグ・スミスと共にダン・ヘイレン、コナー・ロバートソンとの6対2のトレードで、オークランド・アスレチックスへ移籍した。背番号は49。

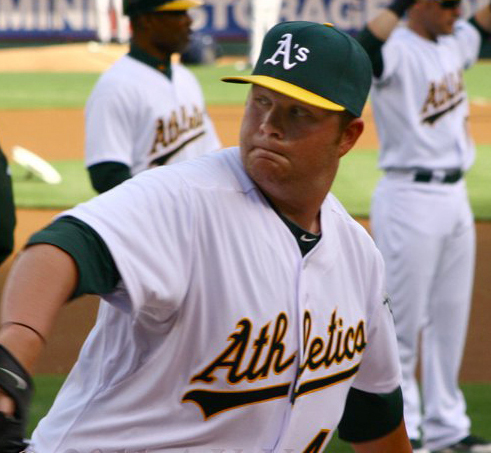
オークランド・アスレチックス時代
(2011年4月2日)

2008年は傘下のA+級ストックトン・ポーツで14試合（先発13試合）に登板して9勝4敗・防御率4.14・80奪三振の成績を残した。6月にAA級ミッドランド・ロックハウンズへ昇格後、オールスター・フューチャーズゲームに選出された。シーズン途中の8月に開催された北京オリンピックの野球アメリカ合衆国代表に選出された。同大会では3位決定戦の日本戦で勝利投手となり、銅メダル獲得に貢献。オフにベースボール・アメリカからアスレチックス傘下の最も有望な選手に選出された。
2009年4月4日にアスレチックスとメジャー契約を結び、開幕ロースター入りを果たした。4月10日のシアトル・マリナーズ戦でメジャーデビュー。昇格後は4連敗を喫し、メジャー初勝利は5月15日のタンパベイ・レイズ戦となった。9月は4戦4勝で月間最優秀新人選手に選出され、9月24日のテキサス・レンジャーズ戦で、オークランド移転以降では、新人最多奪三振の球団記録を32年ぶりに更新（それまではリック・ラングフォードの141奪三振）し、勝利数、完封数、奪三振でチーム一位（奪三振はタイ）となり新人王投票でも6位にランクイン（受賞したのはチームメイトのアンドリュー・ベイリー）。
2010年3月8日にアスレチックスと1年契約に合意。開幕後の4月16日にアスレチックスと4年契約（2014年・800万ドル、2015年・1200万ドルの球団オプション付き）を結んだ。この年は左肘の故障もあって19試合（全て先発）の登板にとどまり、7勝6敗、防御率2.80、75奪三振を記録した。
2011年は開幕から13試合に登板したが、6月7日にトミー・ジョン手術を受けるために故障者リスト入りし、シーズンをそのまま終えた。この年は13試合に先発登板して3勝6敗、防御率4.00、61奪三振を記録した。
2012年は前年の手術の影響で、開幕から60日間の故障者リスト入りし、8月20日に故障者リストから外れた。8月21日のミネソタ・ツインズ戦で復帰後初登板し、7回1失点と好投を見せた。この年は6試合に先発登板して4勝2敗、防御率2.57、25奪三振を記録した。
2013年は開幕ロースター入りしたものの、5月1日に右足首の故障で15日間の故障者リスト入りし、6月14日に60日間の故障者リストへ異動した。8月28日に故障者リストから復帰。この年は16試合（先発5試合）に登板して1勝4敗、防御率6.04、46奪三振を記録した。オフの11月1日にアスレチックスが800万ドルの球団オプションを行使した。

### ロッキーズ時代
2013年12月10日にドリュー・ポメランツ、クリス・ジェンセンとのトレードで、コロラド・ロッキーズへ移籍した。
2014年は開幕2戦目のマイアミ・マーリンズ戦で先発を任されるも、6回4失点（自責点3）で敗戦投手となる。その後、左手の人差し指の骨折で60日間の故障者リスト入りとなったため、5月・6月は登板がなく、前半戦最後の試合である7月13日のツインズ戦で復帰を果たした。しかしこの試合では、先頭打者のブライアン・ドージャーにいきなりエンタイトルツーベースを許すと、1回表だけで7安打を浴び、5失点を喫するという苦しい立ち上がりとなった。その後の4イニングでも3安打・3四球を与えながら何とか1失点に抑え、5回を6失点（自責点5）で投げ切ったが、チームは敗れ、アンダーソンは敗戦投手となった。前半戦は4試合・0勝3敗・防御率4.95という成績だった。後半戦に入ると快投を見せ、7月19日から30日にかけて3試合連続でQSを記録。この間20.1イニングを投げ、防御率は1.33だった。25日のピッツバーグ・パイレーツ戦では、シーズン6試合目の先発にして初勝利も手にした。ところが、8月5日のシカゴ・カブス戦で背中に痛みを感じ、3回を投げたところで降板。手術を受けるため、そのままシーズン終了となった。年間を通じて故障に悩まされ、シーズンでは全て先発で8試合に登板したのみとなった。5回のQSを記録しながら1勝3敗に終わるほか、BABIPも.316とやや高めになるなど運にはあまり味方されなかったが、それでも防御率2.91を記録。43.1イニングを投げて打たれた本塁打も1本のみと、投げられさえすれば高い実力を持つことを示す結果を残した。オフの11月1日にロッキーズが1200万ドルの球団オプションを破棄したため、FAとなった。

### ドジャース時代

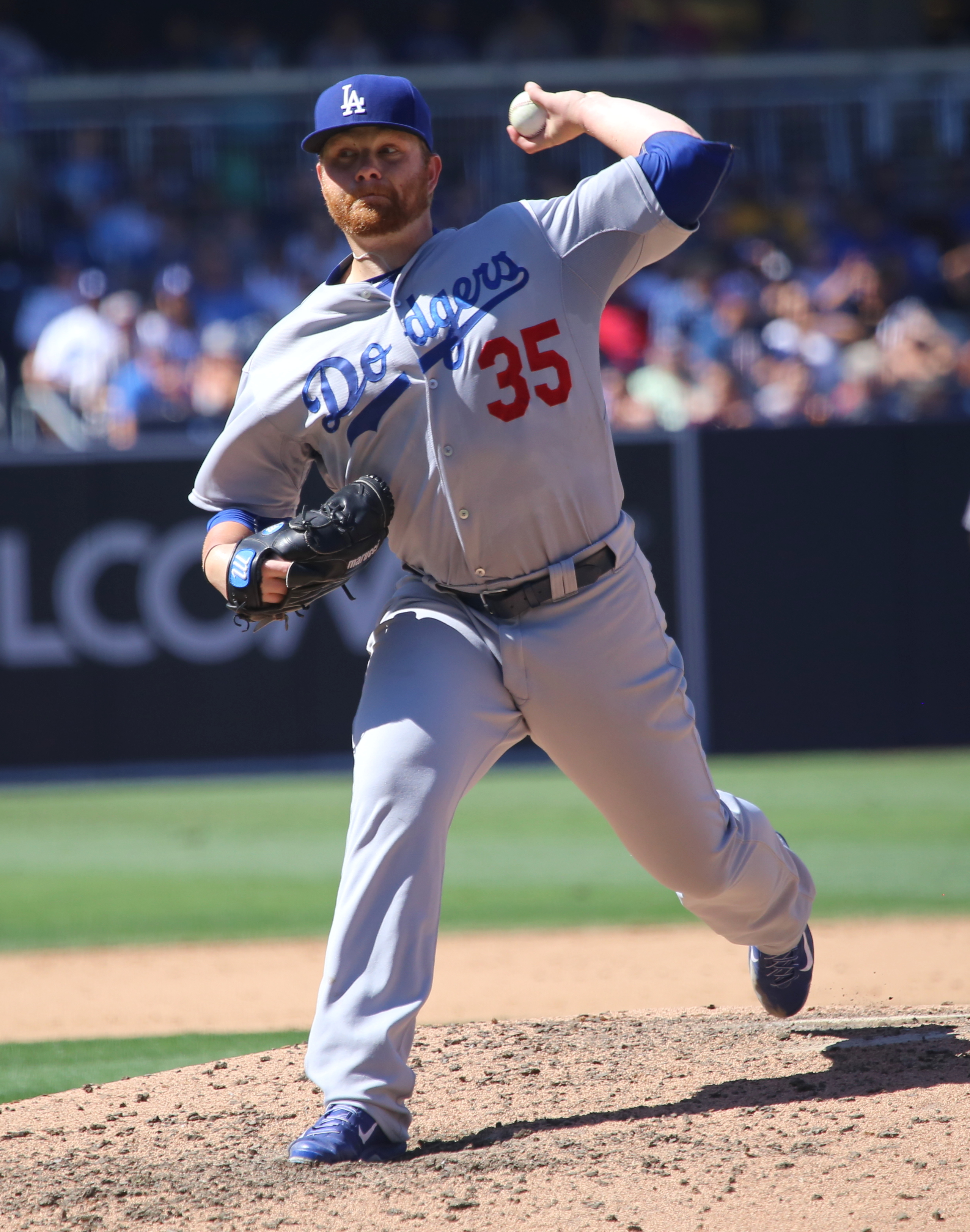
ロサンゼルス・ドジャース時代
(2015年9月6日)

2014年12月31日にロサンゼルス・ドジャースと1000万ドル+出来高の1年契約を結んだ。背番号は35。
2015年は開幕からローテーションを守り、31試合に登板。1年目以来の二桁勝利となる10勝（9敗）を挙げ、防御率は3.69だった。オフの11月2日にFAとなったが、11月13日に1580万ドルのクオリファイング・オファーを受け入れ、ドジャースと1年契約で合意した。
2016年はシーズン開幕前の3月に背中の手術を受けたため、長期離脱した。マイナーでの調整登板を経てメジャーに復帰し、先発で3試合・リリーフで1試合に登板したが、1勝2敗、防御率11.91、WHIP2.56と炎上した。マイナーの登板でも、同じく先発3試合とリリーフ1試合で0勝2敗、防御率5.14、WHIP1.79（A+級ランチョクカモンガ・クエークスとAAA級オクラホマシティ・ドジャース）と結果が出ていなかった。オフの11月3日にFAとなった。

### カブス時代
2017年1月26日にカブスと年俸350万ドル＋出来高の1年契約で、総額が最大で1000万ドルの契約を結んだ。5月6日のニューヨーク・ヤンキース戦でバント守備中に腰を痛め、5月7日に10日間の故障者リストに入り、6月8日に60日間の故障者リストに移行した。7月26日にDFA、31日に自由契約となった。

### ブルージェイズ時代
2017年8月18日にトロント・ブルージェイズとマイナー契約を結び、同日中に傘下のAAA級バッファロー・バイソンズへ配属された。青木宣親をDFAにし、アンダーソンをメジャーに昇格させる方針となり、8月29日にメジャー契約を結んでアクティブ・ロースター入りし、同日のボストン・レッドソックス戦に先発登板したが、敗戦投手となった。9月10日のデトロイト・タイガース戦で移籍後初勝利を記録した。オフの11月2日にFAとなった。

### アスレチックス復帰
2018年3月20日にアスレチックスとマイナー契約を結んだ。開幕は傘下のAAA級ナッシュビル・サウンズで迎え、5月2日にメジャー契約を結んでアクティブ・ロースター入りした。この年は17試合に先発登板して4勝5敗、防御率4.48を記録した。
2019年2月13日にアスレチックスと1年150万ドル（+出来高）で再契約した。同年は31試合先発で4年ぶりに規定投球回到達し、自己最多の13勝を挙げた。オフの10月31日にFAとなった。

### ブルワーズ時代
2019年12月13日にミルウォーキー・ブルワーズと1年500万ドル（+200万ドルの出来高）で契約を結んだ。
2020年オフの10月28日にFAとなったが、2021年2月22日にブルワーズと1年250万ドルで再契約した。

## 詳細情報

### 年度別投手成績
| 年 度     | 球 団     | 登 板 | 先 発 | 完 投 | 完 封 | 無 四 球 | 勝 利 | 敗 戦 | セ 丨 ブ | ホ 丨 ル ド | 勝 率 | 打 者 | 投 球 回 | 被 安 打 | 被 本 塁 打 | 与 四 球 | 敬 遠 | 与 死 球 | 奪 三 振 | 暴 投 | ボ 丨 ク | 失 点 | 自 責 点 | 防 御 率 | W H I P |
| --------- | --------- | ----- | ----- | ----- | ----- | -------- | ----- | ----- | -------- | ----------- | ----- | ----- | -------- | -------- | ----------- | -------- | ----- | -------- | -------- | ----- | -------- | ----- | -------- | -------- | ------- |
| 2009      | OAK       | 30    | 30    | 1     | 1     | 0        | 11    | 11    | 0        | 0           | .500  | 735   | 175.1    | 180      | 20          | 45       | 1     | 3        | 150      | 0     | 1        | 94    | 79       | 4.06     | 1.28    |
| 2010      | OAK       | 19    | 19    | 0     | 0     | 0        | 7     | 6     | 0        | 0           | .538  | 470   | 112.1    | 112      | 6           | 22       | 2     | 7        | 75       | 4     | 2        | 41    | 35       | 2.80     | 1.19    |
| 2011      | OAK       | 13    | 13    | 1     | 0     | 1        | 3     | 6     | 0        | 0           | .333  | 356   | 83.1     | 86       | 8           | 25       | 1     | 7        | 61       | 0     | 1        | 40    | 37       | 4.00     | 1.33    |
| 2012      | OAK       | 6     | 6     | 0     | 0     | 0        | 4     | 2     | 0        | 0           | .667  | 137   | 35.0     | 29       | 1           | 7        | 1     | 1        | 25       | 1     | 0        | 11    | 10       | 2.57     | 1.03    |
| 2013      | OAK       | 16    | 5     | 0     | 0     | 0        | 1     | 4     | 3        | 1           | .200  | 200   | 44.2     | 51       | 5           | 21       | 1     | 0        | 46       | 0     | 0        | 32    | 30       | 6.04     | 1.61    |
| 2014      | COL       | 8     | 8     | 0     | 0     | 0        | 1     | 3     | 0        | 0           | .250  | 180   | 43.1     | 44       | 1           | 13       | 3     | 0        | 29       | 0     | 0        | 18    | 14       | 2.91     | 1.32    |
| 2015      | LAD       | 31    | 31    | 1     | 0     | 0        | 10    | 9     | 0        | 0           | .526  | 750   | 180.1    | 194      | 18          | 46       | 2     | 2        | 116      | 4     | 2        | 82    | 74       | 3.69     | 1.33    |
| 2016      | LAD       | 4     | 3     | 0     | 0     | 0        | 1     | 2     | 0        | 0           | .333  | 62    | 11.1     | 25       | 4           | 4        | 0     | 0        | 5        | 2     | 0        | 15    | 15       | 2.80     | 2.56    |
| 2017      | CHC       | 6     | 6     | 0     | 0     | 0        | 2     | 2     | 0        | 0           | .500  | 111   | 22.0     | 34       | 2           | 12       | 0     | 0        | 16       | 1     | 0        | 22    | 20       | 8.18     | 2.09    |
| 2017      | TOR       | 7     | 7     | 0     | 0     | 0        | 2     | 2     | 0        | 0           | .500  | 140   | 33.1     | 39       | 3           | 9        | 0     | 0        | 22       | 1     | 0        | 19    | 19       | 5.13     | 1.44    |
| '17計     | TOR       | 13    | 13    | 0     | 0     | 0        | 4     | 4     | 0        | 0           | .500  | 251   | 55.1     | 73       | 5           | 21       | 0     | 0        | 38       | 2     | 0        | 41    | 39       | 6.34     | 1.70    |
| 2018      | OAK       | 17    | 17    | 0     | 0     | 0        | 4     | 5     | 0        | 0           | .444  | 333   | 80.1     | 90       | 10          | 13       | 0     | 2        | 47       | 3     | 0        | 42    | 40       | 4.48     | 1.28    |
| 2019      | OAK       | 31    | 31    | 0     | 0     | 0        | 13    | 9     | 0        | 0           | .591  | 743   | 176.0    | 181      | 20          | 49       | 2     | 4        | 90       | 4     | 0        | 80    | 76       | 3.89     | 1.31    |
| 2020      | MIL       | 10    | 10    | 0     | 0     | 0        | 4     | 4     | 0        | 0           | .500  | 202   | 47.0     | 50       | 6           | 10       | 0     | 4        | 32       | 0     | 0        | 24    | 22       | 4.21     | 1.28    |
| 2021      | MIL       | 24    | 24    | 0     | 0     | 0        | 4     | 9     | 0        | 0           | .308  | 409   | 96.0     | 102      | 11          | 28       | 0     | 2        | 58       | 0     | 2        | 52    | 45       | 4.22     | 1.35    |
| MLB：13年 | MLB：13年 | 222   | 210   | 3     | 1     | 1        | 67    | 74    | 3        | 1           | .475  | 4828  | 1140.1   | 1217     | 115         | 304      | 13    | 32       | 772      | 20    | 8        | 572   | 516      | 4.07     | 1.33    |

- 2021年度シーズン終了時

### 年度別守備成績
| 年 度 | 球 団 | 投手（P） | 投手（P） | 投手（P） | 投手（P） | 投手（P） | 投手（P） |
| 年 度 | 球 団 | 試 合     | 刺 殺     | 補 殺     | 失 策     | 併 殺     | 守 備 率  |
| ----- | ----- | --------- | --------- | --------- | --------- | --------- | --------- |
| 2009  | OAK   | 30        | 0         | 29        | 0         | 5         | 1.000     |
| 2010  | OAK   | 19        | 4         | 31        | 1         | 1         | .972      |
| 2011  | OAK   | 13        | 0         | 21        | 2         | 1         | .913      |
| 2012  | OAK   | 6         | 0         | 1         | 0         | 0         | 1.000     |
| 2013  | OAK   | 16        | 0         | 4         | 0         | 0         | 1.000     |
| 2014  | COL   | 8         | 0         | 5         | 0         | 0         | 1.000     |
| 2015  | LAD   | 31        | 4         | 47        | 0         | 1         | 1.000     |
| 2016  | LAD   | 4         | 0         | 3         | 0         | 0         | 1.000     |
| 2017  | CHC   | 6         | 0         | 6         | 1         | 0         | .857      |
| 2017  | TOR   | 7         | 2         | 7         | 0         | 0         | 1.000     |
| '17計 | TOR   | 13        | 2         | 13        | 1         | 0         | .938      |
| 2018  | OAK   | 17        | 1         | 7         | 0         | 1         | 1.000     |
| 2019  | OAK   | 31        | 5         | 25        | 3         | 1         | .909      |
| 2020  | MIL   | 10        | 2         | 6         | 0         | 0         | 1.000     |
| 2021  | MIL   | 24        | 1         | 13        | 2         | 1         | .875      |
| MLB   | MLB   | 222       | 19        | 205       | 9         | 11        | .961      |

- 2021年度シーズン終了時
- 各年度の太字はリーグ最高

### 記録
MiLB
- オールスター・フューチャーズゲーム選出：1回（2008年）

### 背番号
- 49（2009年 - 2013年）
- 30（2014年、2018年 - 2019年）
- 35（2015年 - 2016年）
- 37（2017年）
- 25（2020年）

### 代表歴
- 2008年オリンピック野球アメリカ合衆国代表